# Bernhard von Pressentin
Bernhard Hermann Ernst von Pressentin genannt von Rautter (né le 31 août 1837 à Kanothen (de), arrondissement de Gerdauen et mort le 2 septembre 1914 à Königsberg) est un propriétaire et député du Reichstag.

## Biographie
Ses parents sont Otto Bernhard von Pressentin dit von Rautter (né le 18 septembre 1788 et mort le 2 août 1855) et sa femme Auguste von Rauter (de) (né le 5 septembre 1813 et mort le 20 mars 1855), fille héritière de Willkamm.
Pressentin étudie au lycée de Königsberg et est officier dans les cuirassiers de la Garde de 1858 à 1862. En 1866, il participe à la guerre austro-prussienne avec le même régiment et en 1871 devient officier de cavalerie avec un escadron de dépôt. Depuis le 1er juillet 1861, il dirige le domaine de Kanothen (de) qui, en 1884, devient une fidéicommis. Il est membre du conseil d'arrondissement pendant plus de 46 ans.
De 1870 à 1873 et de 1893 à 1908, il est membre de la Chambre des représentants de Prusse et de mars 1902 à 1912, il est député du Reichstag pour la 10e circonscription de Königsberg avec le Parti conservateur allemand.
Il se marie le 20 août 1862 Adolfine von Oldenburg (de) (née le 16 novembre 1841 et morte le 3 septembre 1910) de la branche de Beisleiden. Le couple a un fils :
- Bernhard (né le 1er décembre 1863 et mort le 3 février 1916) marié en 1887 (divorcé en 1902) avec la baronne Helene Alexandrine Luise von Wrangel (née le 2 août 1865 et morte le 25 mai 1945)